# Илисарвик
Колледж Илисарвик (инуитск. Iḷisaġvik) — муниципальный колледж, расположенный в городе Барроу на Аляске, на берегу Северного Ледовитого океана. Илисарвик — единственный колледж, управляемый советом племён, а также самый северный аккредитованный муниципальный колледж в США. Илисарвик расположен в регионе Норт-Слоп, куда не ведут ни автомобильные, ни железные дороги, а по морю Норт-Слоп доступен три месяца в году. Площадь Норт-Слоп — 230 500 км², его исконные обитатели — инупиаты.

## История
История колледжа начинается в 1986 году, когда в боро Норт-Слоп был создан Центр высшего образования (англ. North Slope Higher Education Center), переименованный в 1991 году в Арктический колледж Сивунмун Илисарвик (англ. Arctic Sivunmun Iḷisaġvik College). В 1995 году колледж переехал в здание бывшей Флотской лаборатории исследования Арктики (англ. United States Naval Arctic Research Laboratory), и боро постановило зарегистрировать Илисарвик как некоммерческую организацию. Колледж играл ведущую роль в создании Консорциума индейского высшего образования на Аляске (англ. Consortium for Alaska Native Higher Education).
В 2005 году Илисарвик стал единственным колледжем, которым управляет совет племён.

## Описание и учебная программа
Работу колледжа санкционирует Инупиатское сообщество Арктик-Слоп.
Учебная программа содержит материалы и курсы, посвящённые традиционной инупиатской культуре, языку и ценностям, а задачей курсов является подготовка специалистов, в которых имеется необходимость в Норт-Слоп.
Обучение в Илисарвике продолжается один семестр, год или два года, имеется несколько кратких курсов. Студенты могут брать курсы по бухучёту, лечебному делу, делопроизводству, деловому администрированию, информатике, управлению тяжёлыми грузовиками, строительству, промышленной безопасности и инупиатоведению.
Колледж аккредитован выдавать диплом специалиста и сертификаты годичного обучения. Илисарвик является членом Индейского консорциума высшего образования (англ. American Indian Higher Education Consortium). В Илисарвике обучают, в основном, людей из отдалённых районов, у которых нет другого способа получить образование выше школьного уровня.
Библиотека Таззи в Барроу (англ. Tuzzy Consortium Library) названа в честь Эвелин Таззройлук Хигби (англ. Evelyn Tuzroyluk Higbee), члена первого управления высшего образования колледжа.